# استان چیمبو
استان چیمبو(به انگلیسی:Chimbu Province) یکی از ۲۲ استان کشور پاپوآ گینه نو می باشد که در ناحیه ارتفاعات واقع شده است. چیمبو نام رسمی و اداری این استان است اما در گویش عامه و محلی سیمبو(به انگلیسی:Simbu) تلفظ می شود.
طبق آمارگیری سال ۲۰۰۰ میلادی این استان ۶٬۱۰۰ کیلومتر مربع مساحت و ۲۵۹٬۷۰۳ نفر جمعیت دارد.مرکز استان شهر کوندیاوا است و بلندترین نقطه کشور ، مونت ویلهلم در این استان قرار گرفته است.

## تقسیمات
استان چیمبو به ۶ منطقه تقسیم می گردد. این ۶ منطقه در کل شامل ۱۹ فرمانداری محلی می باشند.
| منطقه                      | مرکز منطقه  | فرمانداری محلی                      |
| -------------------------- | ----------- | ----------------------------------- |
| منطقه چوآوه                | چوآوه       | فرمانداری محلی روستایی چوآوه        |
| منطقه چوآوه                | چوآوه       | فرمانداری محلی روستایی الیمباری     |
| منطقه چوآوه                | چوآوه       | فرمانداری محلی روستایی سیانه        |
| منطقه گومینه               | گومینه      | فرمانداری محلی روستایی بومبای-کومای |
| منطقه گومینه               | گومینه      | فرمانداری محلی روستایی گومینه       |
| منطقه گومینه               | گومینه      | فرمانداری محلی روستایی مونت دیجین   |
| منطقه کاریموئی-نومانه      | کاریموئی    | فرمانداری محلی روستایی کاریموئی     |
| منطقه کاریموئی-نومانه      | کاریموئی    | فرمانداری محلی روستایی نومانه       |
| منطقه کاریموئی-نومانه      | کاریموئی    | فرمانداری محلی روستایی سالت         |
| منطقه کروواگی              | کروواگی     | فرمانداری محلی روستایی گنا-وائوگلا  |
| منطقه کروواگی              | کروواگی     | فرمانداری محلی روستایی کروواگی      |
| منطقه کروواگی              | کروواگی     | فرمانداری محلی روستایی کوپ          |
| منطقه کوندیاوا-گمبوگل      | کوندیاوا    | فرمانداری محلی شهری کوندیاوا        |
| منطقه کوندیاوا-گمبوگل      | کوندیاوا    | فرمانداری محلی روستایی مونت ویلهلم  |
| منطقه کوندیاوا-گمبوگل      | کوندیاوا    | فرمانداری محلی روستایی نیگ کانده    |
| منطقه کوندیاوا-گمبوگل      | کوندیاوا    | فرمانداری محلی روستایی وائی یه      |
| منطقه سیناسینا-یونگ گوموگل | یونگ گوموگل | فرمانداری محلی روستایی سیناسینا     |
| منطقه سیناسینا-یونگ گوموگل | یونگ گوموگل | فرمانداری محلی روستایی سووائی       |
| منطقه سیناسینا-یونگ گوموگل | یونگ گوموگل | فرمانداری محلی روستایی یونگ گوموگ   |